# Balthasar Hubmaier
Balthasar Hubmaier (ur. 1485 we Friedbergu koło Augsburga, zm. 10 marca 1528 w Wiedniu) – przywódca anabaptystów.
Był katolickim księdzem w parafii Waldshut-Tiengen w okolicach Ratyzbony. W 1522 przeszedł na protestantyzm, a w 1525 został anabaptystą. Ścigany, schronił się w Zurychu, gdzie popadł w konflikt ze Zwinglim. Następnie udał się na Morawy, gdzie działał w Nikolsburgu (dziś: Mikulov w Czechach). Wydany w ręce władz austriackich, został spalony na stosie w Wiedniu. W roku 1619 władze Kościoła katolickiego umieściły twórczość Hubmaiera w indeksie ksiąg zakazanych, zaliczając go do ścisłego grona pięciu „arcyheretyków” (obok Lutra, Kalwina, Zwinglego i Schwenckfelda).